# 桑德里娜·布雷蒂尼
桑德里娜·布雷蒂尼（法語：Sandrine Brétigny，1984年7月2日—），生于勒克勒佐，法国女子足球运动员，司职前锋。她曾代表法国国家队参加2011年国际足联女子世界杯，获得第四名。